# Sussudio
„Sussudio“ je píseň anglického hudebníka Phila Collinse. Poprvé byla vydána v lednu roku 1985 jako singl a v únoru toho roku pak jako součást alba No Jacket Required. Singl se umístil na první příčce hitparády Billboard Hot 100. K písni byl rovněž natočen videoklip. Natáčen byl v hospodě, jejímž vlastníkem byl podnikatel Richard Branson. Ve videoklipu vystupovali kromě Collinse také Daryl Stuermer, Chester Thompson a Leland Sklar. Pouze první z nich však hrál na samotné nahrávce písně.